# Ариберт I
Ариберт I (Оритберт I; около 640 – 724) — король (великий князь) Союза ободритов (700—724).

## Биография
Ариберт I был сыном Вислава, после кончины которого, предположительно, он и вступил на трон. Таким образом, он правил в период с 700 по 724 год. Возможно, после его смерти некоторое время правил один из его неизвестных по именам братьев.
Имя Оритберт, как предполагал И. Ф. Хемниц, имеет лангобардское происхождение. Это вполне вероятно, так как матерью Ариберта I в исторических источниках называется неизвестная по имени дочь короля лангобардов.
Отмечается, что к моменту бракосочетания в 1716 году герцога Мекленбургского Карла Леопольда и российской царевны Екатерины проректор гимназии Фридрих Томас составил так называемые «Мекленбургские генеалогии», в которых прослеживается, что династии обоих новобрачных восходили к Ариберту I.